# Tân Thắng, Quỳnh Lưu
Tân Thắng là một xã thuộc huyện Quỳnh Lưu, tỉnh Nghệ An, Việt Nam.

## Địa lý
Xã Tân Thắng nằm phía tây bắc huyện Quỳnh Lưu, cách trung tâm huyện 30 km về phía tây, có vị trí địa lý:
- Phía đông giáp thị xã Hoàng Mai
- Phía tây giáp huyện Nghĩa Đàn
- Phía nam giáp xã Quỳnh Thắng
- Phía bắc giáp tỉnh Thanh Hóa.

Xã có diện tích 70,18 km², dân số năm 2002 là 3.019 người, mật độ dân số đạt 43 người/km².

## Hành chính
Xã được chia thành 10 thôn.